# Pseudorhabdosynochus bouaini
Espèce
Pseudorhabdosynochus bouaini est une espèce de Monogènes de la famille des Diplectanidae. C'est un parasite des branchies d'un mérou. L'espèce a été décrite en 2007 par Lassâd Neifar (d) et Louis Euzet (d), et redécrite par Amira Chaabane (d), Lassâd Neifar et Jean-Lou Justine en 2017.

## Description
Pseudorhabdosynochus bouaini est un monogène de petite taille. L'espèce a les caractéristiques générales des autres espèces du genre Pseudorhabdosynochus, avec un corps plat et un hapteur postérieur qui est l'organe par lequel le Monogène s'attache à la branchie du poisson-hôte. Le hapteur porte deux squamodisques, un ventral et un dorsal. L'organe copulateur mâle sclérifié, ou "organe tétraloculé" a la forme d'un haricot avec quatre chambres internes, comme chez les autres espèces de Pseudorhabdosynochus. Le vagin inclut une partie sclérifiée, qui est une structure complexe.
Chaabane, Neifar et Justine, en 2017, ont considéré que les trois espèces  Pseudorhabdosynochus riouxi, Pseudorhabdosynochus bouaini et Pseudorhabdosynochus enitsuji partageaient un ancêtre commun et ont proposé de les grouper dans un « groupe Pseudorhabdosynochus riouxi ».

## Hôtes et localités
Le Mérou badèche (Mycteroperca costae) est l'hôte-type de Pseudorhabdosynochus bouaini. La localité-type est la Mer Méditerranée au large de la Tunisie .